# Pseudosclerodomus redieri
Pseudosclerodomus redieri är en mossdjursart som först beskrevs av Jean-Loup d'Hondt 1975.  Pseudosclerodomus redieri ingår i släktet Pseudosclerodomus och familjen Romancheinidae. Inga underarter finns listade i Catalogue of Life.